# Mariano Rivera
Mariano Rivera, Spitzname Mo, (* 29. November 1969 in Panama-Stadt, Panama) ist ein ehemaliger panamaischer Baseballspieler. Er spielte von 1995 bis 2013 in der Major League Baseball (MLB) bei den New York Yankees auf der Position des Pitchers. 2019 wurde er in die Baseball Hall of Fame aufgenommen.

## Biografie
Mariano Rivera wurde 1969 als Sohn eines Fischers in Panama-Stadt geboren. 1990 wurde er von den New York Yankees gedraftet. Bereits in seinen ersten 52 Innings in den Minor Leagues machte der rechtshändige Pitcher mit einem ERA von nur 0.17 auf sich aufmerksam. Sein Debüt in den Major Leagues gab Rivera am 23. Mai 1995 als Starting Pitcher gegen die Anaheim Angels mit dem All-Star-Pitcher Chuck Finley. In der Saison 1995 wechselte Rivera noch zwischen den Minors und der Major League, wurde aber von Buck Showalter für die American League Divisional Series gegen die Seattle Mariners nominiert. Hier überzeugte er gegen die Mariners trotz des Ausscheidens der Yankees aus den Playoffs, in 5 1/3 Innings ließ er keinen Run zu und erzielte acht Strikeouts. Im Sommer hatten die Yankees noch Überlegungen angestellt, Rivera an die Detroit Tigers im Tausch gegen David Wells abzugeben.
Ab der Saison 1996 wurde Rivera dann als Einwechselwerfer eingesetzt. Hier übernahm er meist das 7. und 8. Inning, bevor Closer John Wetteland das Spiel zugunsten der Yankees beenden sollte. Hinter Pat Hentgen und Andy Pettitte wurde Rivera dritter bei der Wahl des Cy Young Awards. Den Yankees verhalf Rivera zum ersten World-Series-Titel seit 1978.
John Wetteland verließ die Yankees nach dieser Saison. Ab diesem Zeitpunkt war Rivera der Closer der Yankees. Viele Baseballfachleute sehen Rivera als besten Closer aller Zeiten an. Er war 1997 der erste Yankee, der einen Save im All-Star-Spiel zugute geschrieben bekam. In der American League Divisional Series hatte Rivera allerdings einen der schwärzesten Tage seiner Baseballkarriere. Im vierten Spiel übernahm Rivera das Pitchen bei einem Vorsprung von einem Punkt von Mike Stanton. Rivera erlaubte Sandy Alomar Jr. einen Homerun zum Ausgleich, die Indians machten einen weiteren Punkt im 9. Inning, glichen die Serie aus und konnten dann auch noch Spiel 5 für sich entscheiden und die Yankees eliminieren.
Von 1998 bis 2001 zeigte Rivera seine überzeugendsten Leistungen in den Play-offs. Er konnte in diesem Zeitraum 23 aufeinanderfolgende Saves erringen und 34 1/3 aufeinanderfolgende Innings werfen, ohne einen Punkt zu erlauben. World-Series-Erfolge gegen die San Diego Padres, Atlanta Braves und die New York Mets waren die Ausbeute von 1998 bis 2000. In der World Series 1999 gegen die Braves wurde Rivera zum MVP der World Series gewählt. Im Spiel 7 der World Series 2001 riss allerdings die Serie von Rivera. In diesem entscheidenden Spiel verlor er im 9. Inning die Führung und die Yankees mussten sich den Arizona Diamondbacks geschlagen geben.
2003 warf Rivera im American League Championship Game gegen die Boston Red Sox im 7. Spiel drei punktlose Innings und sicherte den Yankees damit den Einzug in die World Series.
Sein bestes Karrierejahr war 2005. Seine ersten beiden Save-Chancen vergab er, konnte danach aber die nächsten 31 Chancen in Folge nutzen. Insgesamt hatte Rivera 43 Saves bei 47 Gelegenheiten bei einem ERA von 1.38.
Am 19. September 2011 warf er in der Bronx den 602. Save seiner Karriere beim 6:4-Sieg seiner Yankees gegen die Minnesota Twins, womit er Trevor Hoffmans Rekord für die meisten Saves eines einzigen Closers brach.
Bei Auftritten von Rivera im Yankee Stadium wurde immer der Song Enter Sandman von Metallica gespielt. Rivera war der letzte Spieler im Baseball, der die Nummer 42 trug. Diese Nummer darf seit 1997 an keinen Spieler mehr vergeben werden, da sie die Major League Baseball in Gedenken an den 50. Jahrestag des ersten Spiels von Jackie Robinson pensioniert hat. Spieler, die diese Nummer vorher benutzten, durften sie bis an ihr Karriereende weiter tragen. Im Januar 2019 wurde Rivera in die Baseball Hall of Fame aufgenommen. Dabei war er der erste Spieler der Geschichte, der ohne Gegenstimmen gewählt wurde.